# Explosão em Pirituba em 1995
A explosão da loja Ogum Sete Estrelas no bairro de Pirituba, zona noroeste da cidade de São Paulo, ocorreu em 28 de janeiro de 1995 causando a morte de 15 pessoas, ferindo outras 20 e causando a destruição parcial ou total de 29 imóveis e 21 veículos nos arredores do local do acidente.
A explosão foi causada devido ao armazenamento inadequado de explosivos na loja, que comercializava fogos de artifício e pólvora negra.

## Antecedentes
A loja de artigos religiosos Ogum Sete Estrelas, cuja razão social era Artigos Religiosos São Marcos Ltda. foi aberta no bairro de Pirituba no ano de 1986. Segundo a Prefeitura de São Paulo, a loja não possuía licença para a venda de fogos de artifício, nem artigos religiosos.
Seu proprietário era José Gonçalves Gomes, também conhecido como Zé Mineiro, que nesta mesma época possuía outras dezessete lojas na cidade de São Paulo que também comercializavam fogos de artifício, artigos religiosos e doces.
A loja havia solicitado autorizações temporárias para venda de fogos de artifício durante os meses de junho de 1993 e de 1994, sendo que ambas as solicitações foram negadas pela Delegacia de Produtos Controlados e pela Prefeitura de São Paulo.
Mesmo com a negativa da autorização solicitada em 1994, a loja passou a comercializar fogos de artifício de maneira ilegal, sendo autuada pela fiscalização da subprefeitura local no dia 18 de junho de 1994.
A multa foi aplicada três dias depois e foi entregue junto com uma intimação ao administrador da loja solicitando que cessassem o comércio de fogos de artifício em até 24 horas, sob o risco da aplicação de pena de cassação do alvará de funcionamento da loja e fechamento administrativo do estabelecimento.
A loja funcionava na Avenida Benedito Andrade, número 269 e ficava há cerca de duzentos metros de distância do Shopping Center Pirituba.

## O acidente

### Explosão
Por volta das 10 horas da manhã do dia 28 de janeiro de 1995, as primeiras explosões são ouvidas na avenida, vindo de dentro de uma van carregada com fogos de artifício que estava estacionada em frente ao estabelecimento e que fazia a entrega dos produtos na loja.
Alguns segundos após as primeiras explosões, o veículo explode e os fogos de artifício que estavam dentro dele atingem a parte interior da loja, espalhando o incêndio e atingindo o depósito ao fundo do estabelecimento onde ficavam os estoques de fogos de artifício e pólvora, causando uma explosão maior que destruiu o estabelecimento.
Esta segunda explosão causou danos num raio de cinquenta metros de distância da loja e foi ouvida em uma distância de até oito quilômetros do local, causando o desabamento de 13 edificações vizinhas, danos parciais em outros 16 imóveis e a destruição de 21 veículos. Nos fundos do estabelecimento ainda haviam alguns sobrados e uma agência dos Correios que também foram destruídas.
Um morador do bairro que vivia em frente a loja confirmou que havia visto que naquele dia, uma van e uma caminhonete estacionaram em frente a loja pela manhã para descarregar fogos de artifício e pólvora no local.
Outra testemunha que teria passado na agência dos Correios pouco antes da explosão ainda confirmou que ouviu explosões como se fossem de bombinhas pouco antes da loja explodir por inteiro.
Segundo Kazuyoshi Kawamoto, então delegado responsável pela Delegacia de Produtos Controlados da Polícia Civil do Estado de São Paulo, as explosões iniciais poderiam ter sido causadas por bolas explosivas de cimento e pólvora que podem ter caído durante o descarregamento dos produtos. A loja possuía uma autorização válida para a venda de pólvora e de fogos de artificio junto ao DPC, porém não possuía autorização da Prefeitura Municipal de São Paulo.

### Resgate das vítimas
Após a explosão, sessenta soldados do Corpo de Bombeiros e mais cento e cinquenta militares das Rondas Ostensivas Tobias de Aguiar foram até o local do acidente para auxiliar nos trabalhos de combate ao incêndio e resgate as vítimas. Diversos moradores da região ainda auxiliaram os militares nas buscas e resgate às vítimas.[carece de fontes?]
Por volta das 11 horas da manhã, cerca de uma hora após a explosão, a polícia havia confirmado para a imprensa que seis corpos já haviam sido retirados dos escombros. Cerca de três horas depois, dez corpos já haviam sido retirados e outros dois ainda eram procurados. Haviam ainda quatro funcionários da agência dos Correios que seguiam desaparecidos.
Apesar das mortes, alguns sobreviventes foram encontrados com vida em baixo dos escombros.
As vítimas feridas foram levadas aos hospitais regionais de Pirituba e do Mandaqui para seguirem com o atendimento médico.[carece de fontes?]

### Reações
No dia seguinte ao acidente, o então secretário de administrações regionais da cidade de São Paulo, Francisco Nieto Martins, havia declarado em entrevista coletiva que houve omissão na fiscalização municipal e orientou os familiares das vítimas a processarem a prefeitura exigindo indenização pelos danos materiais causados.
Segundo informado ainda, a prefeitura tinha conhecimento de que a loja comercializava fogos de artifício ilegalmente e não tomou ação, apesar de já haver autuado o estabelecimento e recebido diversas queixas de moradores da região quanto ao comércio ilegal.
Em 30 de janeiro, o administrador regional de Pirituba, o engenheiro e o chefe responsáveis pela fiscalização do estabelecimento foram demitidos pelo então prefeito Paulo Maluf. O prefeito ainda declarou em entrevista que os culpados pelo acidente seriam os proprietários da loja por terem "levado pólvora para lá".
Em 1 de fevereiro, a Associação de Moradores de Pirituba anunciou que entraria com ação judicial de danos coletivos contra a Prefeitura Municipal de São Paulo, solicitando uma indenização pelos danos causados pela explosão. No mesmo dia, o Departamento de Controle e Uso de Imóveis (CONTRU) da cidade de São Paulo intensificou a fiscalização em estabelecimentos e locais com risco de explosão, como por exemplo: depósitos de gás, postos de gasolina, casas de comércio de artigos religiosos e lojas de fogos de artifício.
Em 9 de fevereiro, a Câmara Municipal de São Paulo aprovou a abertura de uma Comissão Parlamentar de Investigação para apurar a responsabilidade da prefeitura em relação ao acidente.
Em 5 de abril, por meio da Lei Municipal nº 11.734, a prefeitura aprovou a liberação de um auxílio no valor de 700 mil reais para as vítimas da explosão. No dia seguinte, foi aprovado o Decreto Municipal nº 35.047 que regulamentava e limitava o uso do valor disponibilizado para a reconstrução total ou parcial dos imóveis destruídos.
Em 11 de julho, foi entregue pela prefeitura o primeiro cheque no valor de 251 mil reais para os moradores e vítimas da explosão como medida de compensação.

## Investigação

### CPI da Explosão em Pirituba
Após a abertura da Comissão Parlamentar de Investigação em 2 de março de 1995 por parte dos vereadores Lídia Correa (PMDB), Henrique Pacheco (PT), Cosme Lopes (PPR), Gabriel Ortega (PSDB) e Mário Noda (PTB), houve diversas conclusões em relação a responsabilidade pelos danos causados pela explosão da loja.
Tanto o proprietário, quanto os funcionários da loja confirmaram que a loja comercializava fogos de artifício durante os meses de junho e dezembro em todos os anos, além de terem confirmado que no dia da explosão haviam ao menos entre doze e quinze cartuchos de pólvora negra e cerca de 12 mil e quinhentas bombinhas no depósito da loja.
Um dos moradores confirmou para a CPI que por volta das 8h30min da manhã do dia do acidente, ele presenciou a chegada de uma van bege para descarregar caixas de fogos de artifício, diversos saquinhos com bombinhas e cerca de 15 barris de pólvora na loja.
O proprietário do estabelecimento ainda informou que teria utilizado suas lojas como depósito temporário de fogos para ajudar o proprietário da fabricante de Fogos Caramuru e um comerciante de fogos de artifício da região do Ipiranga, zona sul de São Paulo.
Também houve a responsabilização da Associação Brasileira de Pirotecnia (ASSOBRAPI), pois a legislação municipal da época exigia apenas um laudo de vistoria assinado pela entidade, atestando a fiscalização da loja para a concessão de licença para venda de fogos de artifício. O proprietário da loja era vice-presidente da associação na época do ocorrido e confessou a CPI que chegou a assinar os laudos de vistoria da própria loja, mesmo sabendo que não estava conforme com a legislação para obter a licença.
A prefeitura foi responsabilizada devido a omissão na fiscalização às lojas que comercializam este tipo de produto, sobretudo na Ogum Sete Estrelas, pois já havia sido denunciada diversas vezes por moradores da região, além de ter sido autuada diversas vezes e constatado que a loja não cumpria com os requisitos legais para a comercialização de pólvora negra ou fogos de artifício. Foi constatado que a fiscalização da prefeitura faltou com responsabilidade ao não tomar ações e sequer ter fiscalizado ou punido a loja após a lavratura do auto de infração por comércio irregular de fogos de artifício em junho de 1994.
Conforme os depoimentos concedidos pelos moradores da região e funcionários da loja e do comércio dos arredores, a comercialização ilegal de fogos de artifício na loja era de conhecimento de todos na região, sendo feita algumas vezes até mesmo em barracas improvisadas montadas na rua, em frente a loja e até mesmo na esquina das avenidas Paula Ferreira e Benedito Andrade, a pouco menos de 100 metros do local da explosão. Também confirmavam que a loja mantinha incensos e velas acesas em seu interior, além de manter um balcão exclusivo para a venda de fogos de artifício.
A Policia Civil também foi responsabilizada no relatório da CPI devido a falhas na inspeção obrigatória para a concessão de licença de venda de fogos de artifício para a loja Ogum Sete Estrelas. Segundo investigado, o investigador responsável pela fiscalização concedeu a autorização sem adentrar a loja, tendo passado de carro em frente a mesma e exigido apenas a substituição das prateleiras de madeira por novas prateleiras de ferro para a estocagem dos fogos de artifício.

### Atualmente
A ação civil coletiva aberta pelos moradores afetados pela explosão seguia em fase inicial no ano de 2009.
Em 17 de março de 2013, uma decisão judicial condenou o Município de São Paulo e a empresa Artigos Religiosos São Marcos Ltda. ao pagamento de indenização em razão da explosão ocorrida.
O proprietário da loja, José Gonçalves Gomes havia sido indiciado em inquérito policial aberto pela 3º Delegacia Seccional de Polícia Oeste no ano de 1995 nos artigos 251 (crime de explosão), 258 (agravante por lesão corporal e/ou morte) e 70 (crime continuado) do Código Penal.
Em 2009, uma reportagem da TV Brasil descobriu que José seguia comercializando fogos de artifício em uma loja no bairro de Pinheiros, na zona oeste de São Paulo; entretanto, a propriedade desta loja foi transferida para o nome de um de seus filhos, pois os seus bens estavam sob bloqueio judicial devido ao processo movido pelos moradores de Pirituba.
Atualmente, no local da explosão foi construído um novo prédio onde funcionam uma loja de roupas, um escritório de advocacia e um consultório de odontologia.